# سلطان محمد میرزا
سلطان محمد میرزا (به انگلیسی: Sultan Muhammad Mirza) شاهزاده تیموری و نوه تیمور کشورگشای آسیای مرکزی از سومین پسر او، میران شاه می‌باشد. اطلاعات کمی دربارهٔ زندگی وی موجود است. هرچند از طریق پسرش میرزا ابوسعید می‌توان اطلاع یافت که او پدر پدربزرگ بابر بنیانگذار امپراتوری گورکانی هند، بود.

## زندگی
محمد میرزا ششمین پسر میران شاه بود که خود میران شاه سومین پسر تیمور می‌باشد.

## درگذشت
از تاریخ درگذشت محمد میرزا اطلاعی در دست نیست.